# Бидар Кадын-эфенди
Бида́р Кады́н-эфе́нди (тур. Bidar Kadın Efendi), также Бийда́р Кады́н-эфе́нди (тур. Biydar Kadın Efendi; 5 мая 1855/1858 — 1/13 января 1918, Стамбул) — вторая жена (кадын-эфенди) османского султана Абдул-Хамида II и мать двоих его детей. В качестве представительницы султанского гарема Бидар принимала во дворце германскую императрицу Августу Викторию.

## Биография
По данным турецкого мемуариста Харуна Ачбы Бидар родилась 5 мая 1855 года в Кобулети в семье кабардинского князя Ибрагима Талустана и его жены Шахики Иффет Лордкипанидзе. Придворная дама Лейла Ачба писала, что Бидар была родственницей князя Хусейна Инал-Ипа. Бидар была старшей из троих детей пары: помимо неё в семье воспитывалось ещё два сына — Хюсейн и Мехмед Зия; когда Бидар стала женой Абдул-Хамида II, её братья были приняты на государственную службу, а младший даже отправился в изгнание вместе с султаном после его свержения. Однако Энтони Алдерсон указывает датой рождения Бидар 5 мая 1858 года. Турецкий историк Недждет Сакаоглу указывает предполагаемым годом рождения 1858 год и отмечает, что по происхождению Бидар была черкешенкой; версии о черкесском происхождении придерживается и Айше-султан, дочь Абдул-Хамида, и Лейла Ачба, которые называют братом Бидар Черкеса Мехмеда-пашу — супруга единокровной сестры султана Наиле-султан.
Ачба пишет, что Бидар привёл во дворец кто-то из родственников. Красивая и смелая девушка привлекла внимание Абдул-Хамида, тогда пребывавшего в статусе шехзаде, и 2 сентября 1875 года будущий султан женился на Бидар, получившей титул второй жены (кадын-эфенди). Сакаоглу пишет, что Бидар попала в гарем Абдул-Хамида в последний год его пребывания в статусе наследника и после рождения дочери получила титул четвёртой жены. Позднее, после смерти первой жены Назикеды Кадын-эфенди и развода султана с одной из жён, Бидар получила титул второй жены. Всего в браке с султаном Бидар родила двоих детей: Наиме-султан в 1876 году и шехзаде Мехмеда Абдулкадира-эфенди в 1878 году; поскольку Наиме родилась в год восшествия отца на престол, Абдул-Хамид называл её «моя джюлюсная дочь».
Сакаоглу отмечает, что Бидар была одной из самых красивых и очаровательных жён Абдул-Хамида и одной из самых любимых им; редактор мемуаров Филизтен Ханым-эфенди Зия Шакир пишет, что султан очень ревновал Бидар и однажды пришёл в бешенство, когда заподозрил, что между его любимицей и его единокровным братом Ахмедом Кемаледдином-эфенди существует некая симпатия. В своих мемуарах дочери Абдул-Хамида Айше и Шадие описывают Бидар как черкесскую красавицу со стройным телом, каштановыми волосами и карими глазами. Придворная дама Лейла Ачба писала, что Бидар была женщиной «божественной красоты»: высокая, с тонкой талией, длинными золотистыми волосами и карими глазами. Каждый, кто видел её, восторгался красотой этой женщины. Лейла-ханым также отмечала, что султан больше всего любил и уважал именно Бидар.
Однако Бидар не была счастлива в гареме, поскольку не могла ужиться с другими жёнами и наложницами султана. Сначала у неё произошёл конфликт с Сафиназ Нурефсун Кадын-эфенди, которая, в конечном итоге, получила развод после десяти лет в гареме, так и не справившись с давлением со стороны его обитательниц. После развода Сафиназ Нурефсун с султаном Бидар поссорилась с Дильпесенд Кадын-эфенди, находившейся под её покровительством, а затем и с Мезиде Кадын-эфенди, матерью любимого султаном шехзаде Бурханеддина-эфенди. Одной из последних соперниц Бидар стала гёзде (фаворитка) по имени Невджедид; чтобы спасти Невджедид-ханым от нападок Бидар, Абдул-Хамид закрепил за ней отдалённый павильон (кёшк) на территории дворца Йылдыз, где тайно встречался с фавориткой. Однажды поздней ночью, когда султан вернулся от Невджедид, он не смог попасть во дворец, поскольку Бидар заперла дверь; Абдул-Хамид смог войти лишь после того, как терпеливо выслушал обвинения Бидар, которые она выкрикивала из окна своих покоев на верхнем этаже султанского дворца.
По приказу мужа-султана Бидар принимала в гареме немецкую императрицу Августу Викторию в 1889 году. Лейла Ачба так описывает это событие в своих мемуарах: «После короткой беседы они [гости] прошли в соседнюю комнату, где Бидар Кадын-эфенди ожидала императрицу. Бидар Кадын-эфенди была одета в длинную белую шёлковую юбку и кафтан с длинным шлейфом, на голове её была бриллиантовая корона, а на груди — знак отличия. Она выглядела как королева перед этими иностранными дворянами и пребывала в очень спокойном и величественном состоянии». Графиня Келлер, фрейлина Августы Виктории, позднее писала: «У султанши было красивое лицо, но она выглядела очень грустной. Я не могу забыть её в тот момент». Бидар принимала императрицу и во время её второго визита. Августа Виктория была настолько впечатлена Бидар, что о жене Абдул-Хамида заговорили в Европе. Когда в 1918 году австрийская императрица Цита посетила Стамбул, она интересовалась судьбой Бидар, которая скончалась за несколько месяцев до визита. Сакаоглу пишет, что Бидар поразила гостей своей красотой и стилем в одежде.
После свержения мужа в 1909 году Бидар не последовала за ним в изгнание в Салоники, а поселилась сначала в Фенербахче, а затем в собственном особняке в Эренкёе и оставалась здесь до самой смерти. Сакаоглу пишет, что в этот период у Бидар были украдены драгоценности. Лейла Ачба писала, что за неделю до смерти Бидар она навестила её вместе со своей матерью; умирающая султанша произвела на Лейлу-ханым сильное впечатление, поскольку несмотря на тяжёлое состояние встретила гостей на ногах. Бидар умерла 1 или 13 января 1918 года и была похоронена по разным данным в гробнице шехзаде Кемаледдина-эфенди или же в мавзолее женщин и сыновей султанов в обители Яхьи-эфенди.